# Yang Wenyi
Yang Wenyi (chiń. upr. 杨文意; chiń. trad. 楊文意; pinyin Yáng Wényì; ur. 11 stycznia 1972 w Szanghaju) – chińska pływaczka. Trzykrotna medalistka olimpijska.
Największe sukcesy odnosiła w stylu dowolnym. Brała udział w dwóch igrzyskach (IO 88, IO 92), na obu olimpiadach zdobywała medale. Jej koronnym dystansem było 50 metrów kraulem. W 1988 wywalczyła na nim srebrny medal olimpijski, cztery lata później triumfowała. W Barcelonie sięgnęła ponadto po srebro w sztafecie. Była również zwyciężczynią igrzysk azjatyckich i uniwersjady.